# NGC 6465
NGC 6465 est un groupe d'étoiles située dans la constellation du Sagittaire. L'astronome britannique John Herschel a enregistré la position de ce paire le 1er juillet 1826 